# Aden Young
Aden Young (Toronto, 30 novembre 1971) è un attore australiano.

## Biografia
Young ha iniziato la sua carriera cinematografica nel 1991, recitando nel film Manto nero di Bruce Beresford.
Ha recitato in diversi film del regista Paul Cox: Exile (1994), Molokai: The Story of Father Damien (1999), Human Touch (2004) e Salvation (2008). Con Cox ha collaborato anche montatore per Salvation e per il documentario Kalaupapa Heaven (2009).
Tra le altre pellicole in cui Young ha recitato vi sono One Shot One Kill - A colpo sicuro (1993), Pazzi per Mozart (1996), River Street - La frode (1996), La cugina Bette (1998), Missione coccodrillo (2002), La scommessa (2006), Mao's Last Dancer (2009), L'albero (2010) e Killer Elite (2011).
Inoltre ha diretto e sceneggiato due cortometraggi: The Order (1999) e The Rose of Ba Ziz (2007). 
Dal 2013 al 2016 è stato il protagonista della serie televisiva statunitense Rectify, trasmessa da Sundance Channel.

## Filmografia

### Cinema
- Manto nero (Black Robe), regia di Bruce Beresford (1991)
- Over the Hill, regia di George Miller (1992)
- One Shot One Kill - A colpo sicuro (Sniper), regia di Luis Llosa (1993)
- Love in Limbo, regia di David Elfick (1993)
- Broken Highway, regia di Laurie McInnes (1993)
- Shotgun Wedding, regia di Paul Harmon (1993)
- Exile, regia di Paul Cox (1994)
- Metal Skin, regia di Geoffrey Wright (1994)
- Audacious, regia di Samantha Lang (1995) – cortometraggio
- Pazzi per Mozart (Cosi), regia di Mark Joffe (1996)
- River Street - La frode (River Street), regia di Tony Mahood (1996)
- Hotel de Love, regia di Craig Rosenberg (1996)
- Paradise Road, regia di Bruce Beresford (1997)
- Under Heaven, regia di Meg Richman (1998)
- La cugina Bette (Cousin Bette), regia di Des McAnuff (1998)
- Molokai: The Story of Father Damien, regia di Paul Cox (1999)
- The War Bride, regia di Lyndon Chubbuck (2001)
- Serenades, regia di Mojgan Khadem (2001)
- Missione coccodrillo (The Crocodile Hunter: Collision Course), regia di John Stainton (2002)
- Human Touch, regia di Paul Cox (2004)
- La scommessa (The Bet), regia di Mark Lee (2006)
- The Goat That Ate Time, regia di Lucinda Schreiber (2007) – cortometraggio
- Flipsical, regia di Joshua Tyler (2007) – cortometraggio
- Salvation, regia di Paul Cox (2008)
- Shot Open, regia di Scott Pickett (2009) – cortometraggio
- Lucky Country, regia di Kriv Stenders (2009)
- Mao's Last Dancer, regia di Bruce Beresford (2009)
- Kissing Point, regia di Lucy Hayes (2010) – cortometraggio
- Beneath Hill 60, regia di Jeremy Sims (2010)
- L'albero (L'Arbre), regia di Julie Bertuccelli (2010)
- Killer Elite, regia di Gary McKendry (2011)
- Final Recipe, regia di Gina Kim (2013)
- I, Frankenstein, regia di Stuart Beattie (2014)
- Frontera, regia di Michael Berry (2014)
- The Unseen, regia di Geoff Redknap (2016)
- Don't Tell, regia Tori Garrett (2017)
- Poker Face, regia di Russell Crowe (2022)

### Televisione
- After the Deluge, regia di Brendan Maher – film TV (2003)
- Two Twisted - Svolte improvvise (Two Twisted) – serie TV, episodio 1x07 (2006)
- The Starter Wife – serie TV, 16 episodi (2007)
- East West 101 – serie TV, episodi 3x06-3x07 (2011)
- Rectify – serie TV, 30 episodi (2013-2016)
- Rake – serie TV, episodio 3x03 (2014)
- The Code – serie TV, 6 episodi (2014)
- The Principal – serie TV, 3 episodi (2015)

## Doppiatori italiani
- Francesco Prando in Manto nero
- Massimiliano Manfredi in One Shot One Kill - A colpo sicuro
- Nanni Baldini in La cugina Bette
- Roberto Draghetti in L'albero
- Vittorio De Angelis in Killer Elite
- Massimo Corvo in I, Frankenstein
- Fabrizio Picconi in The bet - La scommessa